# Andvari (cratère)
Andvari est un cratère d'impact situé sur le satellite Triton de la planète Neptune par 20,5° N et 34° E. Il se trouve au nord-est de Leviathan Patera dans la direction de Set Catena.